# トレイ・バーク
トレイ・バーク（Trey Burke）ことアルフォンソ・クラーク・バーク3世（Alfonso Clark Burke III 1992年11月12日 - ）は、アメリカ合衆国オハイオ州コロンバス出身のプロバスケットボール選手。ポジションはポイントガード。

## 来歴
オハイオ州でも有名な選手だったバークは、大学進学の際に数多くの有力校からのリクルートを受けた中、最終的にミシガン大学に進学。1年生から活躍し、一度は2012年のNBAドラフトにアーリーエントリーを表明したものの回避。もう1年プレーし、2013年度のボブ・クージー賞に選出された。これで自信を付けたバークは、2013年のNBAドラフトにアーリーエントリーを表明。

ドラフト会議当日、バークレイズ・センターを訪れたデトロイト・ピストンズのファンは、8位指名権を持っていたピストンズが、このミシガン大学のスター選手を指名するのを待ち望んでいた。しかしピストンズが指名したのは、ジョージア大学のケンタビオス・コールドウェル＝ポープ。ピストンズファンからは落胆の声とブーイングが飛び交った。バークはその直後の9位でミネソタ・ティンバーウルブズから指名されるも、当日にユタ・ジャズとの交渉権のトレードが行われ、ジャズが14位で指名したシャバズ・ムハンマド、21位で指名したゴルグイ・ディエングとのトレードが成立し、ジャズの一員としてNBAのキャリアがスタートした。
1年目の2013-14シーズンは、チームが低迷する中、平均12.8得点5.3アシストを記録するなど健闘し、NBAオールルーキーチームに選出された。しかし、翌2014-15シーズン途中にダンテ・エクザムにスターターを奪われて以降苦しみ、その後のラウル・ネト、シェルビン・マックらとの争いにも敗れ、2016年7月3日にワシントン・ウィザーズに放出された。
2017年9月23日、オクラホマシティ・サンダーとの契約に合意したものの、翌日バーク側の申し出で契約を解消した。その後10月11日にニューヨーク・ニックスとの契約に合意したものの、シーズン開幕直前に解雇され、解雇後に傘下のウェストチェスター・ニックスに送られた。
2018年1月14日、ニックスと契約した。2018年3月26日に行われたシャーロット・ホーネッツ戦でキャリア・ハイとなる42得点、12アシストを記録、試合はオーバータイムの末ホーネッツに137-128で敗れた。
2019年1月31日、クリスタプス・ポルジンギス絡みの大型トレードによりダラス・マーベリックスに移籍した。

## NBA個人成績

### レギュラーシーズン
| シーズン | チーム | GP  | GS  | MPG  | FG%  | 3P%  | FT%  | RPG | APG | SPG | BPG | PPG  |
| -------- | ------ | --- | --- | ---- | ---- | ---- | ---- | --- | --- | --- | --- | ---- |
| 2013–14  | UTA    | 70  | 68  | 32.3 | .380 | .330 | .903 | 3.0 | 5.7 | .6  | .1  | 12.8 |
| 2014–15  | UTA    | 76  | 43  | 30.1 | .368 | .318 | .752 | 2.7 | 4.3 | .9  | .2  | 12.8 |
| 2015–16  | UTA    | 64  | 0   | 21.3 | .413 | .344 | .817 | 1.8 | 2.3 | .5  | .1  | 10.6 |
| 2016–17  | WAS    | 57  | 0   | 12.3 | .457 | .443 | .759 | .8  | 1.8 | .2  | .1  | 5.0  |
| 2017–18  | NYK    | 36  | 9   | 21.8 | .503 | .362 | .649 | 2.0 | 4.7 | .7  | .1  | 12.8 |
| 2018–19  | NYK    | 33  | 7   | 20.9 | .413 | .349 | .827 | 1.9 | 2.8 | .6  | .2  | 11.8 |
| 2018–19  | DAL    | 25  | 1   | 17.4 | .463 | .356 | .837 | 1.5 | 2.6 | .5  | .1  | 9.7  |
| 2019–20  | PHI    | 25  | 0   | 13.2 | .465 | .421 | .722 | 1.4 | 2.1 | .3  | .0  | 5.9  |
| 2019–20  | DAL    | 8   | 1   | 23.9 | .427 | .432 | .909 | 1.9 | 3.8 | 1.1 | .1  | 12.0 |
| Career   | Career | 394 | 129 | 23.0 | .410 | .345 | .800 | 2.0 | 3.5 | .6  | .1  | 10.6 |

### プレーオフ
| シーズン | チーム | GP | GS | MPG | FG%  | 3P%  | FT%  | RPG | APG | SPG | BPG | PPG |
| -------- | ------ | -- | -- | --- | ---- | ---- | ---- | --- | --- | --- | --- | --- |
| 2017     | WAS    | 3  | 0  | 6.6 | .000 | .000 | .000 | .0  | 1.7 | .0  | .0  | .0  |
| Career   | Career | 3  | 0  | 6.6 | .000 | .000 | .000 | .0  | 1.7 | .0  | .0  | .0  |